# Férfi röplabdatorna a 2024. évi nyári olimpiai játékokon
A 2024. évi nyári olimpiai játékokon a férfi röplabdatornát július 27. és augusztus 10. között rendezték. A tornán 12 nemzet csapata vett részt.

## Résztvevők
| Kvalifikáció módja                                              | Dátum                            | Helyszín                              | Kvóta | Nemzet                                                                                 |
| --------------------------------------------------------------- | -------------------------------- | ------------------------------------- | ----- | -------------------------------------------------------------------------------------- |
| Rendező                                                         | —                                | —                                     | 1     | Franciaország (FRA)                                                                    |
| 2019-es FIVB férfi kontinentális olimpiai kvalifikációs verseny | 2023. szeptember 30 – október 8. | (A. csoport) Rio de Janeiro, Brazília | 2     | Németország (GER) · Brazília (BRA)                                                     |
| 2019-es FIVB férfi kontinentális olimpiai kvalifikációs verseny | 2023. szeptember 30 – október 8. | (B. csoport) Tokió, Japán             | 2     | Egyesült Államok (USA) · Japán (JPN)                                                   |
| 2019-es FIVB férfi kontinentális olimpiai kvalifikációs verseny | 2023. szeptember 30 – október 8. | (C. csoport) Hszian, Kína             | 2     | Lengyelország (POL) · Kanada (CAN)                                                     |
| Világranglista alapján                                          | 2024. június 24.                 | —                                     | 5     | Szlovénia (SLO) · Olaszország (ITA) · Argentína (ARG) · Szerbia (SRB) · Egyiptom (EGY) |
| Összesen                                                        | Összesen                         | Összesen                              | 12    |                                                                                        |

## Lebonyolítás
Új lebonyolítás szerint rendezték a tornát. A csapatok három darab négycsapatos csoportot alkottak, amelyekben körmérkőzéseket játszottak. A csoportokból az első két helyezett és a két legjobb csoportharmadik jutott negyeddöntőbe, ahonnan egyenes kieséses rendszerben folytatódott a torna.

## Csoportkör
Pontszám
- Ha a mérkőzésnek 3–0 vagy 3–1 lett a végeredménye, akkor a győztes 3, a vesztes 0 pontot kapott.
- Ha a mérkőzésnek 3–2 lett a végeredménye, akkor a győztes 2, a vesztes 1 pontot kapott.

### A csoport
| Hely. | Csapat                  | M | Gy | V | Pont | Sz+ | Sz– | SzA   | P+  | P–  | PA    | Továbbjutás |
| ----- | ----------------------- | - | -- | - | ---- | --- | --- | ----- | --- | --- | ----- | ----------- |
| 1.    | Szlovénia (SLO)         | 3 | 3  | 0 | 8    | 9   | 3   | 3,000 | 282 | 252 | 1,119 | Negyeddöntő |
| 2.    | Franciaország (FRA) (R) | 3 | 2  | 1 | 6    | 8   | 5   | 1,600 | 290 | 260 | 1,115 | Negyeddöntő |
| 3.    | Szerbia (SRB)           | 3 | 1  | 2 | 3    | 5   | 8   | 0,625 | 256 | 293 | 0,874 |             |
| 4.    | Kanada (CAN)            | 3 | 0  | 3 | 1    | 3   | 9   | 0,333 | 254 | 277 | 0,917 |             |

| 2024. július 28. 17:00 | Franciaország (FRA)                            | 3–2 | Szerbia (SRB) | South Paris Arena 1, Párizs Nézőszám: 9372 Játékvezető: Juraj Mokrý (SVK), Hamid Al-Rousi (UAE) |
| 2024. július 28. 17:00 | (23–25, 25–17, 25–17, 21–25, 15–6) Jegyzőkönyv |     |               | South Paris Arena 1, Párizs Nézőszám: 9372 Játékvezető: Juraj Mokrý (SVK), Hamid Al-Rousi (UAE) |

| 2024. július 28. 21:00 | Szlovénia (SLO)                          | 3–1 | Kanada (CAN) | South Paris Arena 1, Párizs Nézőszám: 9381 Játékvezető: Wojciech Maroszek (POL), Wael Kandil (EGY) |
| 2024. július 28. 21:00 | (25–21, 25–20, 20–25, 25–21) Jegyzőkönyv |     |              | South Paris Arena 1, Párizs Nézőszám: 9381 Játékvezető: Wojciech Maroszek (POL), Wael Kandil (EGY) |

| 2024. július 30. 17:00 | Szlovénia (SLO)                   | 3–0 | Szerbia (SRB) | South Paris Arena 1, Párizs Nézőszám: 9138 Játékvezető: Denny Cespedes (DOM), Stefano Cesare (ITA) |
| 2024. július 30. 17:00 | (25–21, 25–19, 25–19) Jegyzőkönyv |     |               | South Paris Arena 1, Párizs Nézőszám: 9138 Játékvezető: Denny Cespedes (DOM), Stefano Cesare (ITA) |

| 2024. július 30. 21:00 | Franciaország (FRA)               | 3–0 | Kanada (CAN) | South Paris Arena 1, Párizs Nézőszám: 9365 Játékvezető: Ivaylo Ivanov (BUL), Epaminondas Gerothodoros (GRE) |
| 2024. július 30. 21:00 | (25–20, 25–21, 25–17) Jegyzőkönyv |     |              | South Paris Arena 1, Párizs Nézőszám: 9365 Játékvezető: Ivaylo Ivanov (BUL), Epaminondas Gerothodoros (GRE) |

| 2024. augusztus 2. 17:00 | Franciaország (FRA)                             | 2–3 | Szlovénia (SLO) | South Paris Arena 1, Párizs Nézőszám: 9505 Játékvezető: Vladimir Simonović (SUI), Wojciech Maroszek (POL) |
| 2024. augusztus 2. 17:00 | (20–25, 23–25, 27–25, 25–22, 11–15) Jegyzőkönyv |     |                 | South Paris Arena 1, Párizs Nézőszám: 9505 Játékvezető: Vladimir Simonović (SUI), Wojciech Maroszek (POL) |

| 2024. augusztus 3. 21:00 | Kanada (CAN)                                    | 2–3 | Szerbia (SRB) | South Paris Arena 1, Párizs Nézőszám: 9398 Játékvezető: Stefano Cesare (ITA), Epaminondas Gerothodoros (GRE) |
| 2024. augusztus 3. 21:00 | (25–16, 25–22, 24–26, 19–25, 16–18) Jegyzőkönyv |     |               | South Paris Arena 1, Párizs Nézőszám: 9398 Játékvezető: Stefano Cesare (ITA), Epaminondas Gerothodoros (GRE) |

### B csoport
| Hely. | Csapat              | M | Gy | V | Pont | Sz+ | Sz– | SzA   | P+  | P–  | PA    | Továbbjutás |
| ----- | ------------------- | - | -- | - | ---- | --- | --- | ----- | --- | --- | ----- | ----------- |
| 1.    | Olaszország (ITA)   | 3 | 3  | 0 | 9    | 9   | 2   | 4,500 | 269 | 224 | 1,201 | Negyeddöntő |
| 2.    | Lengyelország (POL) | 3 | 2  | 1 | 5    | 7   | 5   | 1,400 | 260 | 256 | 1,016 | Negyeddöntő |
| 3.    | Brazília (BRA)      | 3 | 1  | 2 | 4    | 6   | 6   | 1,000 | 273 | 241 | 1,133 | Negyeddöntő |
| 4.    | Egyiptom (EGY)      | 3 | 0  | 3 | 0    | 0   | 9   | 0,000 | 144 | 225 | 0,640 |             |

| 2024. július 27. 13:00 | Olaszország (ITA)                        | 3–1 | Brazília (BRA) | South Paris Arena 1, Párizs Nézőszám: 9485 Játékvezető: Vladimir Simonovic (SUI), Scott Dziewirz (CAN) |
| 2024. július 27. 13:00 | (25–23, 27–25, 18–25, 25–21) Jegyzőkönyv |     |                | South Paris Arena 1, Párizs Nézőszám: 9485 Játékvezető: Vladimir Simonovic (SUI), Scott Dziewirz (CAN) |

| 2024. július 27. 17:00 | Lengyelország (POL)               | 3–0 | Egyiptom (EGY) | South Paris Arena 1, Párizs Nézőszám: 9408 Játékvezető: Epaminondas Gerothodoros (GRE), Ivaylo Ivanov (BUL) |
| 2024. július 27. 17:00 | (25–21, 25–19, 25–13) Jegyzőkönyv |     |                | South Paris Arena 1, Párizs Nézőszám: 9408 Játékvezető: Epaminondas Gerothodoros (GRE), Ivaylo Ivanov (BUL) |

| 2024. július 30. 9:00 | Olaszország (ITA)                 | 3–0 | Egyiptom (EGY) | South Paris Arena 1, Párizs Nézőszám: 9415 Játékvezető: Hamid Al-Rousi (UAE), Wojciech Maroszek (POL) |
| 2024. július 30. 9:00 | (25–15, 25–16, 25–20) Jegyzőkönyv |     |                | South Paris Arena 1, Párizs Nézőszám: 9415 Játékvezető: Hamid Al-Rousi (UAE), Wojciech Maroszek (POL) |

| 2024. július 31. 9:00 | Lengyelország (POL)                             | 3–2 | Brazília (BRA) | South Paris Arena 1, Párizs Nézőszám: 9464 Játékvezető: Stefano Cesare (ITA), Denny Cespedes (DOM) |
| 2024. július 31. 9:00 | (22–25, 25–19, 19–25, 25–23, 15–12) Jegyzőkönyv |     |                | South Paris Arena 1, Párizs Nézőszám: 9464 Játékvezető: Stefano Cesare (ITA), Denny Cespedes (DOM) |

| 2024. augusztus 2. 13:00 | Brazília (BRA)                    | 3–0 | Egyiptom (EGY) | South Paris Arena 1, Párizs Nézőszám: 9407 Játékvezető: Scott Dziewirz (CAN), Wang Ziling (CHN) |
| 2024. augusztus 2. 13:00 | (25–11, 25–13, 25–16) Jegyzőkönyv |     |                | South Paris Arena 1, Párizs Nézőszám: 9407 Játékvezető: Scott Dziewirz (CAN), Wang Ziling (CHN) |

| 2024. augusztus 3. 17:00 | Lengyelország (POL)                      | 1–3 | Olaszország (ITA) | South Paris Arena 1, Párizs Nézőszám: 9441 Játékvezető: Juraj Mokrý (SVK), Denny Cespedes (DOM) |
| 2024. augusztus 3. 17:00 | (15–25, 18–25, 26–24, 20–25) Jegyzőkönyv |     |                   | South Paris Arena 1, Párizs Nézőszám: 9441 Játékvezető: Juraj Mokrý (SVK), Denny Cespedes (DOM) |

### C csoport
| Hely. | Csapat                 | M | Gy | V | Pont | Sz+ | Sz– | SzA   | P+  | P–  | PA    | Továbbjutás |
| ----- | ---------------------- | - | -- | - | ---- | --- | --- | ----- | --- | --- | ----- | ----------- |
| 1.    | Egyesült Államok (USA) | 3 | 3  | 0 | 8    | 9   | 3   | 3,000 | 177 | 154 | 1,149 | Negyeddöntő |
| 2.    | Németország (GER)      | 3 | 2  | 1 | 6    | 8   | 5   | 1,600 | 287 | 264 | 1,087 | Negyeddöntő |
| 3.    | Japán (JPN)            | 3 | 1  | 2 | 4    | 6   | 7   | 0,857 | 200 | 199 | 1,005 | Negyeddöntő |
| 4.    | Argentína (ARG)        | 3 | 0  | 3 | 0    | 1   | 9   | 0,111 | 196 | 243 | 0,807 |             |

| 2024. július 27. 9:00 | Japán (JPN)                                     | 2–3 | Németország (GER) | South Paris Arena 1, Párizs Nézőszám: 9897 Játékvezető: Fabrice Collados (FRA), Denny Cespedes (DOM) |
| 2024. július 27. 9:00 | (17–25, 25–23, 25–20, 28–30, 12–15) Jegyzőkönyv |     |                   | South Paris Arena 1, Párizs Nézőszám: 9897 Játékvezető: Fabrice Collados (FRA), Denny Cespedes (DOM) |

| 2024. július 27. 21:00 | Egyesült Államok (USA)            | 3–0 | Argentína (ARG) | South Paris Arena 1, Párizs Nézőszám: 9464 Játékvezető: Stefano Cesare (ITA), Wojciech Maroszek (POL) |
| 2024. július 27. 21:00 | (25–20, 25–19, 25–16) Jegyzőkönyv |     |                 | South Paris Arena 1, Párizs Nézőszám: 9464 Játékvezető: Stefano Cesare (ITA), Wojciech Maroszek (POL) |

| 2024. július 30. 13:00 | Egyesült Államok (USA)                          | 3–2 | Németország (GER) | South Paris Arena 1, Párizs Nézőszám: 9275 Játékvezető: Scott Dziewirz (CAN), Vladimir Simonović (SUI) |
| 2024. július 30. 13:00 | (25–21, 25–17, 17–25, 20–25, 15–11) Jegyzőkönyv |     |                   | South Paris Arena 1, Párizs Nézőszám: 9275 Játékvezető: Scott Dziewirz (CAN), Vladimir Simonović (SUI) |

| 2024. július 31. 13:00 | Japán (JPN)                              | 3–1 | Argentína (ARG) | South Paris Arena 1, Párizs Nézőszám: 9474 Játékvezető: Wojciech Maroszek (POL), Vladimir Simonović (SUI) |
| 2024. július 31. 13:00 | (25–16, 25–22, 18–25, 25–23) Jegyzőkönyv |     |                 | South Paris Arena 1, Párizs Nézőszám: 9474 Játékvezető: Wojciech Maroszek (POL), Vladimir Simonović (SUI) |

| 2024. augusztus 2. 9:00 | Argentína (ARG)                   | 0–3 | Németország (GER) | South Paris Arena 1, Párizs Nézőszám: 9455 Játékvezető: Fabrice Collados (FRA), Hamid Al-Rousi (UAE) |
| 2024. augusztus 2. 9:00 | (13–25, 21–25, 21–25) Jegyzőkönyv |     |                   | South Paris Arena 1, Párizs Nézőszám: 9455 Játékvezető: Fabrice Collados (FRA), Hamid Al-Rousi (UAE) |

| 2024. augusztus 2. 21:00 | Japán (JPN)                              | 1–3 | Egyesült Államok (USA) | South Paris Arena 1, Párizs Nézőszám: 9369 Játékvezető: Ivaylo Ivanov (BUL), Juraj Mokrý (SVK) |
| 2024. augusztus 2. 21:00 | (16–25, 18–25, 25–18, 19–25) Jegyzőkönyv |     |                        | South Paris Arena 1, Párizs Nézőszám: 9369 Játékvezető: Ivaylo Ivanov (BUL), Juraj Mokrý (SVK) |

### Rangsorolás
Az egyenes kieséses szakaszra a csapatok rangsorolása az alábbi táblázatban elfoglalt pozíciók szerint történt.
| Hely. | Pool | Csapat           | M | Gy | V | Pont | Sz+ | Sz– | SzA   | P+  | P–  | PA    | Továbbjutás                 |
| ----- | ---- | ---------------- | - | -- | - | ---- | --- | --- | ----- | --- | --- | ----- | --------------------------- |
| 1.    | B    | Olaszország      | 3 | 3  | 0 | 9    | 9   | 2   | 4,500 | 269 | 224 | 1,201 | Csoportelsők                |
| 2.    | C    | Egyesült Államok | 3 | 3  | 0 | 8    | 9   | 3   | 3,000 | 270 | 232 | 1,164 | Csoportelsők                |
| 3.    | A    | Szlovénia        | 3 | 3  | 0 | 8    | 9   | 3   | 3,000 | 282 | 252 | 1,119 | Csoportelsők                |
|       |      |                  |   |    |   |      |     |     |       |     |     |       |                             |
| 4.    | A    | Franciaország    | 3 | 2  | 1 | 6    | 8   | 5   | 1,600 | 290 | 260 | 1,115 | Csoportmásodikok            |
| 5.    | C    | Németország      | 3 | 2  | 1 | 6    | 8   | 5   | 1,600 | 287 | 264 | 1,087 | Csoportmásodikok            |
| 6.    | B    | Lengyelország    | 3 | 2  | 1 | 5    | 7   | 5   | 1,400 | 260 | 256 | 1,016 | Csoportmásodikok            |
|       |      |                  |   |    |   |      |     |     |       |     |     |       |                             |
| 7.    | B    | Brazília         | 3 | 1  | 2 | 4    | 6   | 6   | 1,000 | 273 | 241 | 1,133 | Két legjobb csoportharmadik |
| 8.    | C    | Japán            | 3 | 1  | 2 | 4    | 6   | 7   | 0,857 | 278 | 292 | 0,952 | Két legjobb csoportharmadik |
| 9.    | A    | Szerbia          | 3 | 1  | 2 | 3    | 5   | 8   | 0,625 | 256 | 293 | 0,874 |                             |
|       |      |                  |   |    |   |      |     |     |       |     |     |       |                             |
| 10.   | A    | Kanada           | 3 | 0  | 3 | 1    | 3   | 9   | 0,333 | 254 | 277 | 0,917 |                             |
| 11.   | C    | Argentína        | 3 | 0  | 3 | 0    | 1   | 9   | 0,111 | 196 | 243 | 0,807 |                             |
| 12.   | B    | Egyiptom         | 3 | 0  | 3 | 0    | 0   | 9   | 0,000 | 144 | 225 | 0,640 |                             |

## Egyenes kieséses szakasz
|  |              |                        |                        |                        |   |                        |                        |                   |                   |               |               |       |       |
|  | Negyeddöntők | Negyeddöntők           | Negyeddöntők           |                        |   | Elődöntők              | Elődöntők              | Elődöntők         |                   |               | Döntő         | Döntő | Döntő |
|  | Negyeddöntők | Negyeddöntők           | Negyeddöntők           |                        |   | Elődöntők              | Elődöntők              | Elődöntők         |                   |               | Döntő         | Döntő | Döntő |
|  | augusztus 5. |                        |                        |                        |   |                        |                        |                   |                   |               |               |       |       |
|  |              |                        |                        |                        |   |                        |                        |                   |                   |               |               |       |       |
|  | 1.           | Olaszország (ITA)      | 3                      |                        |   |                        |                        |                   |                   |               |               |       |       |
|  | 1.           | Olaszország (ITA)      | 3                      | augusztus 7.           |   |                        |                        |                   |                   |               |               |       |       |
|  | 8.           | Japán (JPN)            | 2                      |                        |   |                        |                        |                   |                   |               |               |       |       |
|  | 8.           | Japán (JPN)            | 2                      |                        |   | Olaszország (ITA)      | Olaszország (ITA)      | 0                 |                   |               |               |       |       |
|  | augusztus 5. |                        |                        |                        |   | Olaszország (ITA)      | Olaszország (ITA)      | 0                 |                   |               |               |       |       |
|  |              |                        | Franciaország (FRA)    | Franciaország (FRA)    | 3 |                        |                        |                   |                   |               |               |       |       |
|  | 4.           | Franciaország (FRA)    | Franciaország (FRA)    | Franciaország (FRA)    | 3 | 3                      |                        |                   |                   |               |               |       |       |
|  | 4.           | Franciaország (FRA)    |                        |                        |   | 3                      | augusztus 10.          |                   |                   |               |               |       |       |
|  | 5.           | Németország (GER)      | 2                      |                        |   |                        |                        |                   |                   |               |               |       |       |
|  | 5.           | Németország (GER)      | 2                      |                        |   | Franciaország (FRA)    | Franciaország (FRA)    | 3                 |                   |               |               |       |       |
|  | augusztus 5. |                        |                        |                        |   | Franciaország (FRA)    | Franciaország (FRA)    | 3                 |                   |               |               |       |       |
|  |              |                        | Lengyelország (POL)    | Lengyelország (POL)    | 0 |                        |                        |                   |                   |               |               |       |       |
|  | 2.           | Szlovénia (SLO)        | Lengyelország (POL)    | Lengyelország (POL)    | 0 | 1                      |                        |                   |                   |               |               |       |       |
|  | 2.           | Szlovénia (SLO)        | augusztus 7.           |                        |   | 1                      |                        |                   |                   |               |               |       |       |
|  | 7.           | Lengyelország (POL)    | 3                      |                        |   |                        |                        |                   |                   |               |               |       |       |
|  | 7.           | Lengyelország (POL)    | 3                      |                        |   | Lengyelország (POL)    | Lengyelország (POL)    | 3                 | Bronzmérkőzés     | Bronzmérkőzés | Bronzmérkőzés |       |       |
|  | augusztus 5. |                        |                        |                        |   | Lengyelország (POL)    | Lengyelország (POL)    | 3                 | Bronzmérkőzés     | Bronzmérkőzés | Bronzmérkőzés |       |       |
|  |              |                        | Egyesült Államok (USA) | Egyesült Államok (USA) | 2 |                        |                        | augusztus 9.      | augusztus 9.      | augusztus 9.  |               |       |       |
|  | 3.           | Egyesült Államok (USA) | Egyesült Államok (USA) | Egyesült Államok (USA) | 2 | 3                      |                        | augusztus 9.      | augusztus 9.      | augusztus 9.  |               |       |       |
|  | 3.           | Egyesült Államok (USA) |                        |                        |   |                        |                        | Olaszország (ITA) | Olaszország (ITA) | 0             |               |       |       |
|  | 6.           | Brazília (BRA)         | 1                      |                        |   |                        |                        | Olaszország (ITA) | Olaszország (ITA) | 0             |               |       |       |
|  | 6.           | Brazília (BRA)         | 1                      |                        |   | Egyesült Államok (USA) | Egyesült Államok (USA) | 3                 |                   |               |               |       |       |
|  |              |                        |                        |                        |   | Egyesült Államok (USA) | Egyesült Államok (USA) | 3                 |                   |               |               |       |       |

### Negyeddöntők
| 2024. augusztus 5. 9:00 | Szlovénia (SLO)                          | 1–3 | Lengyelország (POL) | South Paris Arena 1, Párizs Nézőszám: 9274 Játékvezető: Scott Dziewirz (CAN), Stefano Cesare (ITA) |
| 2024. augusztus 5. 9:00 | (20–25, 26–24, 19–25, 20–25) Jegyzőkönyv |     |                     | South Paris Arena 1, Párizs Nézőszám: 9274 Játékvezető: Scott Dziewirz (CAN), Stefano Cesare (ITA) |

| 2024. augusztus 5. 13:00 | Olaszország (ITA)                               | 3–2 | Japán (JPN) | South Paris Arena 1, Párizs Nézőszám: 9166 Játékvezető: Ivaylo Ivanov (BUL), Wojciech Maroszek (POL) |
| 2024. augusztus 5. 13:00 | (20–25, 23–25, 27–25, 26–24, 17–15) Jegyzőkönyv |     |             | South Paris Arena 1, Párizs Nézőszám: 9166 Játékvezető: Ivaylo Ivanov (BUL), Wojciech Maroszek (POL) |

| 2024. augusztus 5. 17:00 | Franciaország (FRA)                             | 3–2 | Németország (GER) | South Paris Arena 1, Párizs Nézőszám: 9405 Játékvezető: Juraj Mokrý (SVK), Denny Cespedes (DOM) |
| 2024. augusztus 5. 17:00 | (18–25, 26–28, 25–20, 25–21, 15–13) Jegyzőkönyv |     |                   | South Paris Arena 1, Párizs Nézőszám: 9405 Játékvezető: Juraj Mokrý (SVK), Denny Cespedes (DOM) |

| 2024. augusztus 5. 21:00 | Egyesült Államok (USA)                   | 3–1 | Brazília (BRA) | South Paris Arena 1, Párizs Nézőszám: 9346 Játékvezető: Vladimir Simonović (SUI), Fabrice Collados (FRA) |
| 2024. augusztus 5. 21:00 | (26–24, 28–30, 25–19, 25–19) Jegyzőkönyv |     |                | South Paris Arena 1, Párizs Nézőszám: 9346 Játékvezető: Vladimir Simonović (SUI), Fabrice Collados (FRA) |

### Elődöntők
| 2024. augusztus 7. 16:00 | Lengyelország (POL)                             | 3–2 | Egyesült Államok (USA) | South Paris Arena 1, Párizs Nézőszám: 9333 Játékvezető: Stefano Cesare (ITA), Fabrice Collados (FRA) |
| 2024. augusztus 7. 16:00 | (25–23, 25–27, 14–25, 25–23, 15–13) Jegyzőkönyv |     |                        | South Paris Arena 1, Párizs Nézőszám: 9333 Játékvezető: Stefano Cesare (ITA), Fabrice Collados (FRA) |

| 2024. augusztus 7. 20:00 | Olaszország (ITA)                 | 0–3 | Franciaország (FRA) | South Paris Arena 1, Párizs Nézőszám: 9547 Játékvezető: Denny Cespedes (DOM), Ivaylo Ivanov (BUL) |
| 2024. augusztus 7. 20:00 | (20–25, 21–25, 21–25) Jegyzőkönyv |     |                     | South Paris Arena 1, Párizs Nézőszám: 9547 Játékvezető: Denny Cespedes (DOM), Ivaylo Ivanov (BUL) |

### Bronzmérkőzés
| 2024. augusztus 9. 16:30 | Olaszország (ITA)                 | 0–3 | Egyesült Államok (USA) | South Paris Arena 1, Párizs Nézőszám: 9376 Játékvezető: Ivaylo Ivanov (BUL), Epaminondas Gerothodoros (GRE) |
| 2024. augusztus 9. 16:30 | (23–25, 28–30, 24–26) Jegyzőkönyv |     |                        | South Paris Arena 1, Párizs Nézőszám: 9376 Játékvezető: Ivaylo Ivanov (BUL), Epaminondas Gerothodoros (GRE) |

### Döntő
| 2024. augusztus 10. 13:00 | Franciaország (FRA)               | 3–0 | Lengyelország (POL) | South Paris Arena 1, Párizs Nézőszám: 9233 Játékvezető: Stefano Cesare (ITA), Hamid Al-Rousi (UAE) |
| 2024. augusztus 10. 13:00 | (25–19, 25–20, 25–23) Jegyzőkönyv |     |                     | South Paris Arena 1, Párizs Nézőszám: 9233 Játékvezető: Stefano Cesare (ITA), Hamid Al-Rousi (UAE) |

| A 2024. évi nyári olimpiai játékok férfi röplabdatornájának olimpiai bajnoka |
| · FRANCIAORSZÁG · 2. cím                                                     |
| ---------------------------------------------------------------------------- |

## Végeredmény
| Helyezés | Csapat                 |
| -------- | ---------------------- |
| Arany    | Franciaország (FRA)    |
| Ezüst    | Lengyelország (POL)    |
| Bronz    | Egyesült Államok (USA) |
| 4.       | Olaszország (ITA)      |
| 5.       | Szlovénia (SLO)        |
| 6.       | Németország (GER)      |
| 7.       | Japán (JPN)            |
| 8.       | Brazília (BRA)         |
| 9.       | Szerbia (SRB)          |
| 10.      | Kanada (CAN)           |
| 11.      | Argentína (ARG)        |
| 12.      | Egyiptom (EGY)         |